# Buch 2000
Buch 2000 war eine genossenschaftliche Versandbuchhandlung für Literatur zu Friedenspolitik, Friedensbewegung, Dritte Welt, Ökologie, Sozialismus u. a., später erweitert durch eine Verlagsauslieferung. Heute tätig als Fördergesellschaft für Aktivitäten rund ums Buch.

## Geschichte
Buch 2000 wurde 1966 als Nachfolgefirma der Pazifistischen Bücherstube unter dem Dach des Schweizerischen Friedensrates in Zürich gegründet. Als genossenschaftliche Versandbuchhandlung vertrieb Buch 2000 anfangs vor allem Literatur zu den Themen Friedenspolitik und Friedensbewegung, erweiterte das Sortiment jedoch auf Themen wie Dritte Welt, Ökologie, Sozialismus, 68er-Bewegung und auf Autoren, die den Linken nahe standen wie Jean Ziegler, Niklaus Meienberg, Konrad Farner u. a.
Zu den ersten Bestsellern im Vertrieb gehörten Das kleine rote schülerbuch und Göhnerswil. Wohnungsbau im Kapitalismus. Monatlich erhielten die Kunden die information für morgen mit ca. 100 Titeln im Angebot.
1976 schied Gründer und erste Geschäftsführer Hans Steiger, Nationalrat von 1991 bis 1995, aus der Firma aus. Danach wurde die Versandbuchhandlung über ein Mitbestimmungs-Reglement gemeinschaftlich geführt. Sie gehörte mit weiteren Buchhandlungen zur Bewegung der Selbstverwaltung in der Schweiz.
Die 1970 gegründete Abteilung Verlagsauslieferung von Buch 2000 betreute vor allem Verlage aus dem linken und alternativen Spektrum der Schweiz, Deutschlands und Österreichs, u. a. Lenos Verlag, Rotpunktverlag, Zytglogge Verlag.
1979 gründete Buch 2000 zusammen mit den Firmen b+i buch und information Hausen am Albis und Scheidegger & Co.  Affoltern am Albis die Auslieferungsvereinigung Affoltern am Albis AVA (heute AVA Verlagsauslieferung AG).
2011 stellte die Verlagsauslieferung ihre Geschäftstätigkeit ein und übergab sie der AVA.
Die Versandbuchhandlung Buch 2000 bestand mit eigenem Geschäftssitz in Obfelden bis ins Jahr 2006.
Seit 2014 ist Buch 2000 als Fördergesellschaft für Publikationen, Verlage und Aktivitäten rund ums Buch tätig. Sie unterstützte u. a. die Herausgabe des Buches Haus Gartenhof in Zürich, Raum für vernetzte Friedensarbeit. Der Geschäftssitz von Buch 2000 befindet sich im ehemaligen Wohnhaus des religiös-sozialistischen Theologen Leonhard Ragaz und seiner Frau Clara Ragaz in Zürich.